# Beata Maria Virgo in cælum Assumpta in gallicæ
Beata Maria Virgo in cælum Assumpta in gallicæ (selon l'incipit), ou Galliam Ecclesiæ filiam, est une lettre apostolique du pape Pie XI, énoncée le 2 mars 1922, au début de son pontificat. Il s'agit d'un document papal qui proclame officiellement la principale et la secondaire patronnes de la France, Notre Dame ainsi que sainte Jeanne d'Arc.

## Incipit
LITTERA APOSTLICA
Beata Maria Virgo in cælum Assumpta in gallicæ nationis patronam præcipuam Sanctaque Ioanna Arcensis in minus principalem patronam rite electæ declarantur et confirmatur.
LETTRE APOSTOLIQUE
Notre Dame d'Assomption est proclamée patronne principale de la France, et sainte Jeanne d'Arc, patronne secondaire.

## Histoire

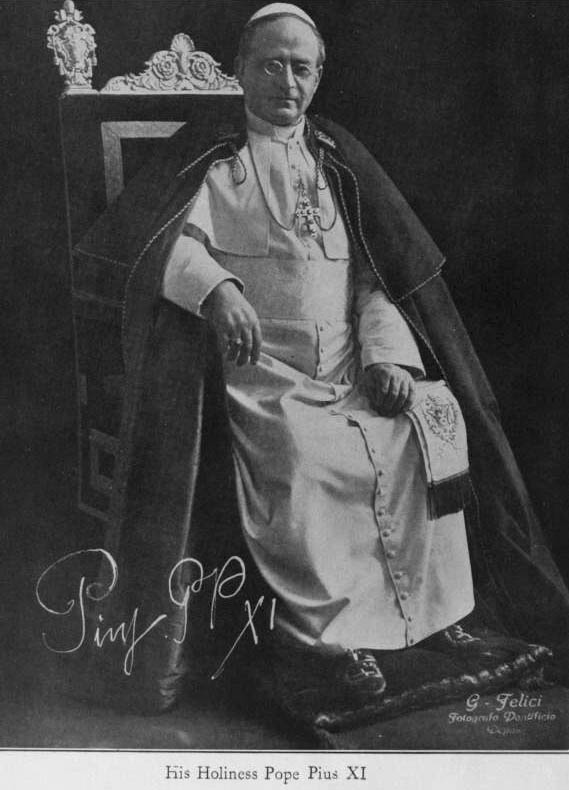
Le pape Pie XI en 1922.

En 1922, le nouveau pape Pie XI fit expédier la lettre Beata Maria Virgo in cælum Assumpta in gallicæ. Ce document était la première lettre apostolique sortie par ce Saint-Père et également le deuxième document pontifical, après un motu proprio concernant le conclave et expédié la veille, 1er mars.
Explicitement, le motif de l'expédition de la lettre apostolique est attribué à l'intention des cardinaux, archevêques et évêques de France, mais notamment à Stanislas-Arthur-Xavier Touchet, évêque d'Orléans. Ce dernier fut enfin nommé cardinal, à la fin de 1922. Il s'agissait de l'un des premiers cardinaux créés par Pie XI. Il est évident, d'après la lettre, que le prédécesseur de Pie XI, Benoît XV, était déjà sollicité, et, avant son décès, examinait le dossier avec son avis favorable. De sorte que la lettre fut expédiée par son successeur.
Le document s'illustrait de nombreux indices corrects en faveur de la Sainte Vierge. On comprend que le Saint-Siège eût besoin de ces preuves, étant donné que Notre Dame d'Assomption n'avait jamais vécu en Gaule, dans sa vie sur la terre. Il est normal que le Vatican dût mentionner aussi plusieurs Apparitions mariales en France.
En comparaison de Notre Dame, les justifications pour sainte Jeanne d'Arc demeurent plus modestes, non que cette vierge, canonisée en 1920, soit secondaire mais parce que son privilège pour la France est octroyé en « écoutant les vœux passants des évêques, du clergé et des fidèles des diocèses et des missions de la France. » Dans l'enthousiasme de canonisation, c'était a priori. Mais la lettre n'oubliait pas de louer sa foi catholique, son courage et sa mission divine : « C'est après en avoir reçu le conseil de ses voix célestes qu'elle ajouta sur son glorieux étendard le nom de Marie à celui de Jésus, vrai Roi de France. Montée sur le bûcher, c'est en murmurant au milieu des flammes, en un cri suprême, les noms de Jésus et de Marie, qu'elle s'envola au ciel. » Le document mentionne trois protectrices célestes de « la Pucelle d'Orléans », pour constituer le lien avec la première patronne. Il s'agit de Notre Dame de Bermont, Notre Dame d'Orléans et Notre Dame de Reims.
Par ailleurs, cette lettre apostolique peut être considérée comme Credo, si implicite, de Pie XI, consacré à Notre Dame. Le conclave de 1922 se caractérisait de plusieurs particularités. Cette élection pontificale élut surtout l'un des cardinaux dernièrement créés, normalement observateurs lors du conclave. En fait, Mgr Ratti ne connaissait que cinq mois de fonction en tant que cardinal. Lorsqu'il avait été chargé en 1921 à l'archidiocèse de Milan, déjà, il lui fallait effectuer son pèlerinage « pour aller chercher à Lourdes la protection de Notre Mère immaculée. » Tout comme la Vierge Marie, Achille Ratti accepta ce qui lui était arrivé tandis que c'était juste avant la fête de la première apparition de Lourdes.
En admettant que sainte Thérèse de Lisieux soit devenue une autre sainte patronne du Pape, béatifiée et canonisée par lui-même, la Vierge Marie restait toujours sa patronne céleste durant tout son pontificat. Pie XI consacra finalement, à Notre Dame, 309 documents pontificaux selon les études de Domenico Bertetto. Aucune année manquait d'encyclique ou de lettre apostolique dédiée à la Sainte Vierge. Au regard de Lourdes, Bernadette Soubirous fut, de même, béatifiée puis à la fête de l'Immaculée Conception 8 décembre 1933, canonisée par ce Saint-Père.

## Personnages et événements mentionnés dans la lettre
La lettre apostolique soulignait que cette décision fut également tenue selon certa scientia (science certaine). Le jeune prêtre Ambrogio Damiano Achille Ratti, futur Pie XI, avait obtenu trois doctorats, en philosophie, en théologie et en droit canonique, à l'Université pontificale grégorienne, notamment qu'il était l'un des deux premiers docteurs éminents de l'Académie de Saint-Thomas fondée le 13 octobre 1879.
- Personnages ayant promu le culte de la Vierge Mère de Dieu, parmi de nombreux théologiens et docteurs[bmv 9] :
  - Irénée de Lyon († 202) : le culte d'après le rite gallican restait différent sous influence de l'Église d'Orient, jusqu'à l'arrivée du pape Étienne II à l'abbaye de Saint-Denis en 754;
  - Hilaire de Poitiers († 367) : ce docteur de l'Église était un grand défenseur de la doctrine de virginité perpétuelle de sainte Marie.
  - Eucher de Lyon († 449)
  - Anselme de Cantorbéry († 1109)
  - Bernard de Clairvaux († 1153)
  - François de Sales († 1622)

- Clovis :
« Bien plus, les principaux et les chefs de la nation se sont fait gloire longtemps d'affirmer et de défendre cette dévotion envers la Vierge. Converti à la vraie foi du Christ, Clovis s'empresse, sur les ruines d'un temple druidique, de poser les fondements de l'Église Notre-Dame, qu'acheva son fils Childebert[bmv 5]. » ;

« Il est certain, selon un ancien adage, que « le royaume de France » a été appelé le « royaume de Marie », et cela à juste titre. » (« Regnum Gallicum regnum Mariæ »). La lettre apostolique mentionne cette appellation en tant que premier justificatif ;
- Charlemagne :
« Plusieurs temples sont dédiés à Marie par Charlemagne[bmv 5]. »
- Ducs de Normandie :
« Les ducs de Normandie proclament Marie Reine de la nation[bmv 10]. »
- Louis IX :
« Le roi saint Louis récite dévotement chaque jour l'office de la Vierge[bmv 7]. »

- Louis XI :
« pour l'accomplissement d'un vœu, édifie à Cléry un temple à Notre Dame[bmv 7]. »

- Louis XIII :
« Enfin Louis XIII consacre le royaume de France à Marie et ordonne que chaque année, en la fête de l'Assomption de la Vierge, on célèbre dans tous les diocèses de France de solennelles fonctions : et ces pompes solennels, Nous n'ignorons pas qu'elles continuent de se dérouler chaque année[bmv 7]. » ;

- Université Paris-Sorbonne :
« À Paris, dans la très célèbre Université de Sorbonne, il est historiquement trouvé que dès le XIIIe siècle la Vierge a été proclamée conçue sans péché[bmv 9]. »

- Apparitions de Lourdes et sanctuaires de Lourdes :
Il faut remarquer une autre justification en faveur de Notre Dame, assez longue : « L'immense affluence des fidèles accourant de loin chaque année, même de notre temps, aux sanctuaires de Marie, montre clairement ce que peut dans le peuple la piété envers la Mère de Dieu, et plusieurs fois par an la basilique de Lourdes, si vaste qu'elle soit, paraît incapable de contenir les foules innombrables de pèlerins[bmv 5]. »

## Cathédrales dédiées à la Vierge Marie
La lettre souligne de même l'existence d'un grand nombre de cathédrales consacrées à Notre Dame en France, plus nombreuses que dans d'autres pays : « Même les monuments sacrés attestent d'éclatante manière l'antique dévotion du peuple à l'égard de la Vierge : trente-quatre églises cathédrales jouissent du titre de la Vierge Mère de Dieu, parmi lesquelles on aime à rappeler comme les plus célèbres celles qui s'élèvent à Reims, à Paris, à Amiens, à Chartres, à Constances et à Rouen. »

## Postérité et nomination du document
Le texte en latin et sa traduction furent publiés, en 1927 à Paris, avec d'autres documents pontificaux sortis en 1922 et 1923, chez la Maison de la Bonne Presse.
Par ailleurs, en France, la lettre est surtout connue au nom des premiers mots de texte, Galliam Ecclesiæ filiam. En effet, non seulement cette nomination indique effectivement, en trois mots, le sujet du document mais également facilite son identification. D'où, les chercheurs aussi, telle Nadine-Josette Chaline, spécialiste de Pie XI, adoptent cette nomination dans leur documents académiques.

### Texte
- 1927 : LITTERA APOSTLICA Beata Maria Virgo in cælum Assumpta in gallicæ, dans l'Actes de S. S. Pie XI — Encycliques, Motu Proprio, Brefs, Allocutions, Actes des Dicastères, etc., Texte latin et traduction française, tome I (Années 1922 et 1923), p. 20 - 25, Maison de la Bonne Presse, Paris [lire en ligne] (numérisée par Bibliothèque Saint-Libère).

1. 1 2  p. 20.
2. ↑  p. 17.
3. ↑  p. 20-21.
4. 1 2 3 4  p. 21.
5. 1 2 3 4 5  p. 22.
6. 1 2  p. 24.
7. 1 2 3 4 5  p. 23.
8. ↑  p. 6.
9. 1 2  p. 21-22.
10. ↑  p. 22-23.
11. ↑  p. 20-25.